# 動物屋
《動物屋》（英語：National Lampoon's Animal House，或簡稱）是一部於1978年上映的美國性喜劇電影，由約翰·蘭迪斯執導，哈洛·雷米斯、道格拉斯·肯尼和克里斯·米勒共同編寫劇本，主演包括約翰·貝魯西、提姆·麥特森、約翰·維儂、弗娜·布魯姆、湯姆·哈斯及唐納·蘇德蘭。故事描述一個時常製造麻煩的兄弟會被虛構學校費博大學（Faber College）的院長視為眼中釘，而其成員們則向院長的權威發起挑戰。
該片是由艾凡·瑞特曼和美國幽默雜誌《國家諷刺》的馬蒂·西蒙斯所製作，主要受到編劇米勒曾發表於《國家諷刺》上的文章所啟發。劇本中的設定和角色靈感取自米勒在达特茅斯学院的阿爾法達泰兄弟會及雷米斯在圣路易斯华盛顿大学擔任Zeta Beta Tau兄弟會的經歷。該片起初不受環球影業的青睞，而在編劇們的一番努力下才批准製作，但預算僅300萬美元。《動物屋》是雷米斯的朋友兼《週六夜現場》成員貝魯西早期的作品，貝魯西也獲得了導演蘭迪斯的賞識；在吉維·蔡斯等影星拒絕演出後，蘭迪斯選擇了一群當時還未有名氣的演員來演出，包括初入電影圈的凱文·貝肯和凱倫·艾倫。主要拍攝於1977年秋季開始在俄勒岡大學進行，為期三十二天。
《動物屋》1978年7月28日美國上映，雖然起初在影評間的評價褒貶不一，但知名影評人羅傑·伊伯特和《時代雜誌》都將其列為年度佳片，風評也在隨著時間的推移而好轉。該片僅以300萬美元的預算在全球院線獲得了超過1.41億美元的票房，成為當時收入最高的喜劇電影。
該片與同由蘭迪斯執導的《小銀幕大電影》（1977年）共同成為定義噁爛電影的代表作，使其類型成為好萊塢的主流題材。2001年，《動物屋》被美國國會圖書館因其「重要文化、歷史和美學價值」而被保存於國家影片登記表中。美國電影學院（AFI）則將該片列入百年百大喜劇電影名單中的第36位。除了被多間媒體視為影史最佳電影之一外，《動物屋》還在日後獲得了邪典電影的地位。

## 劇情
1962年，費博大學（Faber College）新生勞倫斯·「賴瑞」·克羅格和肯特·多夫曼尋求加入兄弟會。當他們發現自己在歐米茄兄弟會（Omega Theta Pi）的房子中感到格格不入後，改到隔壁的達泰兄弟會（Delta Tau Chi）參觀；其中，肯特的哥哥是佛瑞德（Fred）曾是會員，所以沒人能拒絕肯特的加入。達泰成員兼校園中惡作劇的頭號慣犯約翰·「布托」·布魯塔斯基歡迎他們，同時也認識了其他達泰成員，包括摩托車手丹尼·辛普森·「D日」·戴（Daniel Simpson "D-Day" Day）、分會主席、羅伯特·胡佛、艾克·「奧圖」·史特拉頓和奧特的好友唐納·「波恩」·索恩斯坦。其中，波恩的女友凱蒂不斷向他施加壓力，要求男友別在達泰喝酒，而是為自己的生活做點有意義的事。賴瑞和肯特對達泰宣誓忠誠，並被布托賦予兄弟會別名，分別是「斑馬」及「秀逗」。
大學院長維儂·沃梅希望將因各種校園行為違規和學術表現差勁、已處於緩刑中的達泰撤離學校，為此他動用一條隱藏的校規「雙重秘密緩刑」，以賦予自己完全的權力來對付達泰。他任命端正、自傲的歐米茄會長格雷格協助自己。之後，各種事件加劇了院長和格雷格對達泰的敵意，包括儲備軍官訓練團學員司令道格拉斯·C·奈德邁爾的馬意外死於院長辦公室，以及奧圖與格雷格的女友曼蒂調情。
布托和D日從垃圾箱中竊取了即將進行的考試卷答案，但因歐米茄已事先掉包過該考卷而使達泰全員的考試成績不及格，平均得分為全校最低，以至於維儂告訴他們只需要再發生一次事故即可撤銷達泰的租約。為了提升士氣，達泰號召舉辦了一場寬袍派對，並邀請了奧提斯·戴與騎士在現場演唱。維儂的妻子瑪麗昂也應邀參與並與奧圖上床。斑馬邀請與自己在超市遇見的收銀員克洛蕾特，儘管兩情相悅，但因女方喝醉而沒有與她做愛。在斑馬用購物車送她回家時，才發現克洛蕾特是市長的女兒。

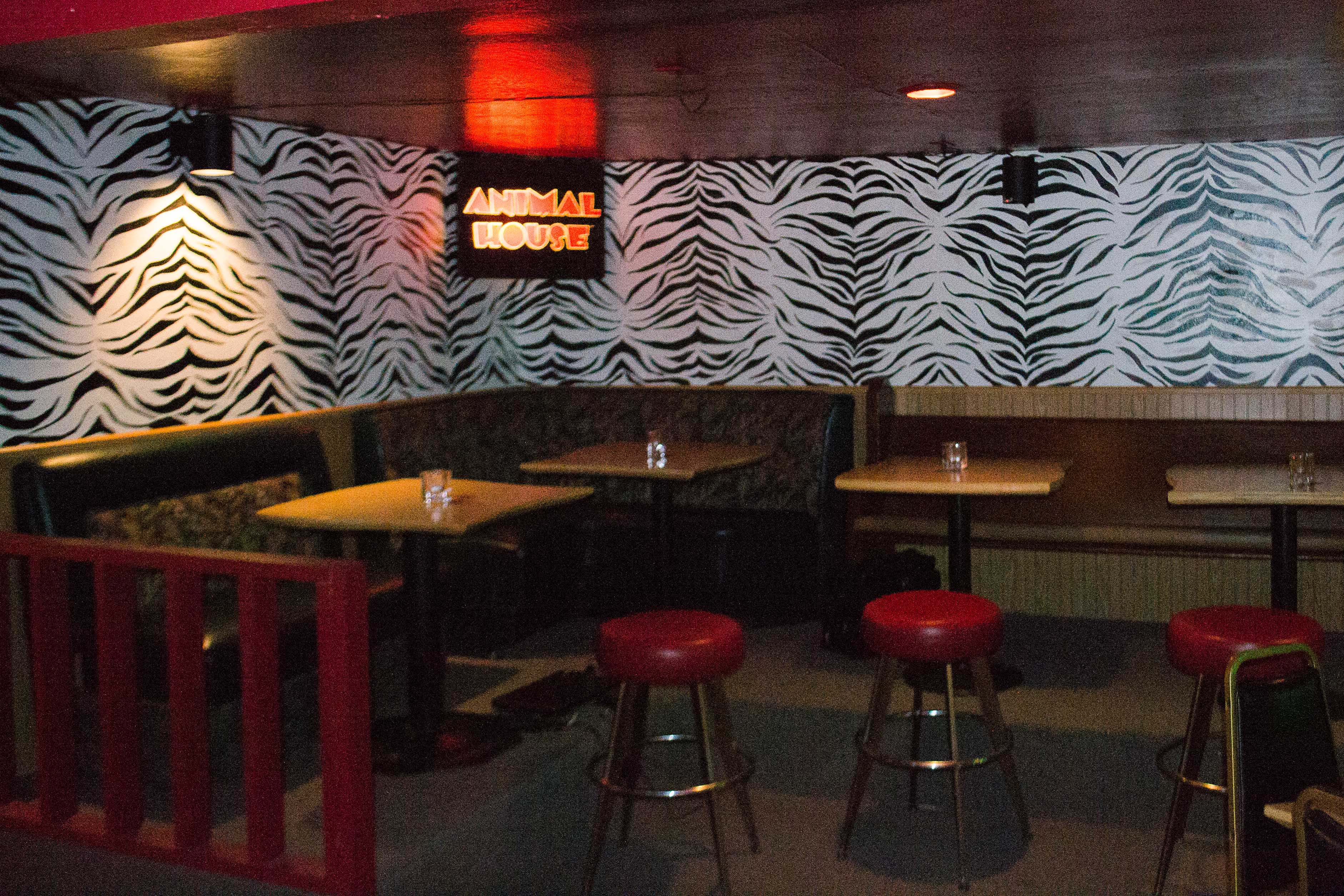
奧提斯·戴與騎士演唱〈俠瑪拉瑪叮噹〉的迪特湖俱樂部（Dexter Lake Club，攝於2012年）

由於妻子的夜間外出和市長憤怒的威脅，使維儂舉辦了一場法庭聽證會，但達泰成員們卻因中途提早離席而使聽證會被迫結束。奧圖、波恩、秀逗與斑馬在夜間開車外出遊蕩。奧圖冒充成法蘭克·萊蒙（Frank Lymon）從艾米莉·狄金森學院（Emily Dickinson College）那找法蘭克的未婚妻，但卻得知女方因一次爆炸意外而過世；他藉此找了四名女學生和另外三人約會。他們停在奧提斯·戴與騎士表演的公路酒吧——迪特湖俱樂部，但沒有意識到它是個只歡迎非洲裔美國客人的酒吧。奧圖、波恩、秀逗與斑馬被幾名客人嚇壞並匆匆開車離去，同時也毀了秀逗哥哥佛瑞德的車。
隔天，格雷格從曼蒂好友貝絲口中得知，曼蒂和奧圖有一腿，便生氣地和其他歐米茄成員誘使奧圖前往一家汽車旅館，並藉此將他毆打一頓。達泰之家的期中考成績極差，以至於維儂藉此將他們全員開除，並通知服役委員會，讓他們獲得服兵役的機會。這消息讓秀逗大為震驚，以至於他忍不住朝維儂嘔吐。
達泰成員們感到相當沮喪，但布托說了些提升士氣但缺乏邏輯的話（包含「德國轟炸珍珠港，結束了嗎？才沒有！」）後，他們決定向維儂、歐米茄和大學報復。D日將佛瑞德的車改裝成裝甲車，並用一個蛋糕樣式的外殼包覆，潛入一年一度的返校遊行活動中。他們的行徑對遊行造成重大的破壞，格雷格和維儂都被狠狠地惡整一頓；事成之後，達泰成員們各自離去。在過程中，還以定格畫面加字卡的方式描述了達泰成員們的未來，他們都成為受人尊敬的專業人士（其中，布托和曼蒂結了婚並成為參議員）；而歐米茄等人的下場則非常不幸，如格雷格在監獄被強暴、奈德邁爾在越戰被自己人槍殺。

## 演員
- 約翰·貝魯西飾演約翰·「布托」·布魯塔斯基（John "Bluto" Blutarsky）[10]
- 提姆·麥特森飾演艾克·「奧圖」·史特拉頓（Eric "Otter" Stratton）[10]
- 彼得·瑞格特（英语：Peter Riegert）飾演唐納·「波恩」·索恩斯坦（Donald "Boon" Schoenstein）[11]
- 湯姆·哈斯飾演勞倫斯·「賴瑞」·克羅格／斑馬（[註 2]）[10]
- 史蒂芬·弗斯特（英语：Stephen Furst）飾演肯特·「秀逗」·多夫曼（Kent "Flounder" Dorfman）[10]
- 布魯斯·麥吉爾飾演丹尼·辛普森·「D日」·戴（Daniel Simpson "D-Day" Day）[11]
- 詹姆士·威道斯（英语：James Widdoes）飾演羅伯特·胡佛（Robert Hoover）[11]
- 道格拉斯·肯尼飾演「史托克」（"Stork"）[12]
- 詹姆斯·道頓（英语：James Daughton）飾演葛雷哥里·「格雷格」·馬馬拉德（Gregory "Greg" Marmalard）[11]
- 馬克·麥特卡爾夫（英语：Mark Metcalf）飾演道格拉斯·C·奈德邁爾（Douglas C. Neidermeyer）[11]
- 凱文·貝肯飾演奇普·迪勒（Chip Diller）[11]
- 約翰·維儂（英语：John Vernon）飾演維儂·沃梅院長（Dean Vernon Wormer）[10]
- 弗娜·布魯姆（英语：Verna Bloom）飾演瑪麗昂·沃梅（Marion Wormer）[10]
- 唐納·蘇德蘭飾演戴夫·詹寧斯教授（Professor Dave Jennings）[12]
- 凱倫·艾倫飾演凱蒂（Katy）[11]
- 莎拉·霍爾庫姆（英语：Sarah Holcomb）飾演克洛蕾特·迪帕斯托（Clorette DePasto）[11]
- 德韋·傑西（英语：DeWayne Jessie）飾演奧提斯·戴（Otis Day）[13]
- 瑪莉·路易絲·韋勒（英语：Mary Louise Weller）飾演曼蒂·佩皮奇（Mandy Pepperidge）[11]
- 瑪莎·史密斯（英语：Martha Smith）飾演芭芭拉·蘇·「貝絲」·詹森（Barbara Sue "Babs" Jansen）[11]
- 塞薩·達諾瓦（英语：Cesare Danova）飾演卡麥·迪帕斯托市長（Mayor Carmine DePasto）[11]

## 製作

### 發展
《動物屋》是由1970年代中期美國校園中最受歡迎的幽默雜誌《國家諷刺》製作的首部電影，該雜誌的文章專門諷刺政治和大眾文化。《國家諷刺》的許多作家都是剛畢業的大學生，所以容易吸引全美學生閱讀。道格拉斯·肯尼是其作家，也是該雜誌的第一任主編；他於1969年畢業於哈佛大學，並有著與片中的歐米茄（Omega）相近的經歷（他曾擔任大學精英兄弟會斯佩俱樂部的會長）。身兼編劇的肯尼負責賴瑞·克羅格（Larry Kroger）、曼蒂·佩皮奇（Mandy Pepperidge）和維儂·沃梅（Vernon Wormer）的角色塑造。這三名角色在1973年的《國家諷刺1964年高中年鑑模仿》中首次出場，這是對1964年中美高中年鑑的嘲諷之作。該年鑑中的克羅格和佩皮奇的角色與電影中的角色相同，而維儂·沃梅則年鑑中則是名體育教練和公民老師。
但肯尼認為《國家諷刺》的同事克里斯·米勒才是公司中的大學經歷專家。面對迫在眉睫的最後交稿期限，米勒提交了他以前遺棄的回憶錄中的一章，題為「七場大火之夜（The Night of the Seven Fires）」，當中描述了他在常春藤盟校的新罕布什尔州汉诺威达特茅斯学院之阿爾法達泰兄弟會的生活經歷。米勒兄弟會的滑稽舉止，加上前往威斯康辛大學麥迪遜分校及其達泰志兄弟會（Delta Chi Fraternity）的旅途經歷，都成為了《動物屋》中的達泰之家（Delta Tau Chi）的靈感來源，而片中許多角色（及其暱稱）則取自該兄弟會中的成員。製片人艾凡·瑞特曼才剛完成了大衛·柯能堡首作《毛骨悚然》（1975年）的製作後，便致電《國家諷刺》的出版者馬蒂·西蒙斯，以在該雜誌的名義下製作電影。瑞特曼曾在紐約市進行《國家諷刺秀》的製作，其中包括約翰·貝魯西等幾名未來的《週六夜現場》成員。除了哈洛·雷米斯以外，當大部分的《國家諷刺》成員移師至《週六夜現場》時，瑞特曼提出了用《國家諷刺秀》的一些短片來拍成電影的想法。

### 劇本

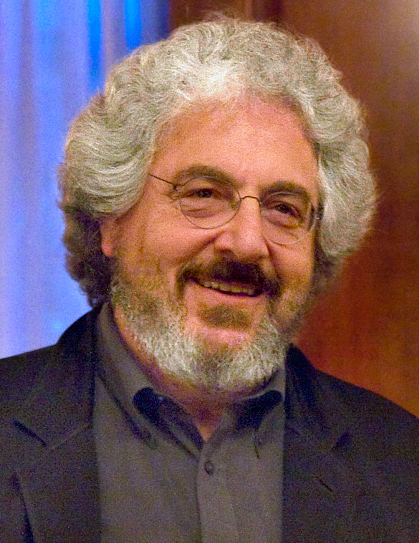
哈洛·雷米斯為《動物屋》的編劇之一

肯尼在西蒙斯的建議下會面了《國家諷刺》作家雷米斯。雷米斯在當時正利用自己在圣路易斯华盛顿大学擔任Zeta Beta Tau兄弟會成員時的經歷，創作一份大學題材的電影綱要《新鮮人之年》（Freshman Year），但該雜誌的編輯對此並不滿意。肯尼和雷米斯開始一起研究一份新的電影綱要——將查爾斯·曼森放到一所高中，稱其為《雷射狂歡女郎》（Laser Orgy Girls）。西蒙斯認為這個主意很酷，於是他們將環境改為「東北學院、常春藤盟校」。肯尼是米勒兄弟會故事的粉絲，並建議將其用作電影的基礎；肯尼、米勒和雷米斯開始為劇本集思廣益。他們將電影背景的1962年定義為「美國的...最後一個純真年代」，並將片中的返校遊行設定在1963年11月21日，即甘迺迪總統遇刺的前一天。
編劇們在編寫劇本方面都是新手，他們的電影綱要長達110頁，每人撰寫平均15頁左右。瑞特曼和西蒙斯將其推薦給好萊塢各大製片商，其中西蒙斯會見了環球影業高管內德·塔南。較年輕的高管西恩·丹尼爾和湯姆·芒特都喜歡《國家諷刺》式的幽默，因此相當支持他；其中，在調查被解僱的主管留下的項目時，芒特曾在塔南的助手那發現了「七場大火之夜」的電影綱要。但塔南討厭這個主意；雷米斯回憶說：「我們走得比我認為的環球所期望或想要的還要遠，我認為他們感到震驚且喪膽。克里斯的兄弟會實際上是一種對嘔吐的崇拜，而且我們有很多場景幾乎是嘔吐的狂歡...我們沒有退縮過什麼。」當編劇們寫了更多劇本的草稿時（共九頁），片商逐漸變得更喜歡該項目，尤其是擁護它的芒特。片商終於准許該片的製作，並將預算定為300萬美元。西蒙斯表示：「他們只是想，『算了，這是一部愚蠢的小電影，且如果幸運的話，我們能賺到幾美元，讓他們做他們想做的事吧』。」
最初，瑞特曼希望執導電影，但當時的他只執導過一部預算僅5000美元《食人女》（1973年）而作罷。製片人先與電影導演理查德·萊斯特和鮑勃·拉弗森取得聯繫，然後才考慮讓拍過《小銀幕大電影》（1977年）的約翰·蘭迪斯擔任導演。西恩·丹尼爾在看了蘭迪斯的電影後推薦了他；蘭迪斯隨後會見了芒特、瑞特曼和西蒙斯，並得到了這份工作。此外，丹尼爾的女友兼芒特的助手還擔任了電影的底稿編寫和場記。蘭迪斯回憶說：「當我收到底稿時，那是我迄今為止讀過的最有趣的東西。但這確實令人反感，有大量的嘔吐投擲物和強奸與所有的事。」蘭迪斯聲稱他對電影的最大貢獻是「必須有好人和壞人。不能只有壞人，所以會有好兄弟會和壞兄弟會」。蘭迪斯是來自好萊塢的高中輟學生，而編劇們則是東海岸的大學畢業生，為此雙方間在早期也存在著摩擦。雷米斯表示，「他立即將《動物屋》稱為『我的電影』。我們已經忍受了兩年並對此感到討厭。」蘭迪斯說，他從好萊塢經典喜劇中汲取了靈感，這些喜劇特徵包括巴斯特·基頓、哈羅德·勞埃德和馬克思兄弟。

### 選角

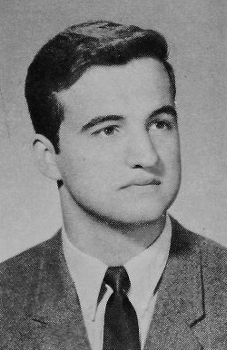
約翰·貝魯西為《動物屋》的主要演員之一，也是編劇雷米斯的朋友

早在劇本階段，肯尼、米勒和雷米斯同意讓貝魯西出演電影，且雷米斯在芝加哥的第二城喜劇團與他成為朋友時，便特地為他寫了喜劇人物布托（Bluto）一角。
《動物屋》最初的演員陣容包括吉維·蔡斯飾演奧圖（Otter）、比爾·莫瑞飾演波恩（Boon）、布萊恩·道爾-莫瑞飾演胡佛（Hoover）、丹·艾克洛德飾演D日（D-Day），但最終只有貝魯西感興趣；蔡斯則為了《小迷糊闖七關》（1978年）而拒絕演出。蘭迪斯想要不知名但引人注目的演員，例如凱文·貝肯和凱倫·艾倫（這也是兩人出演的首部電影），而不是著名的喜劇演員；在將演出陣容描述為「群戲」後巧妙地將蔡斯排除在外。蘭迪斯還表示，他對執導一部《週六夜現場》電影不感興趣，而不知名的演員將是更好的選擇。D日的角色基於身為摩托車迷的艾克洛德所創作，雖然他也受邀參與演出，但因對《週六夜現場》的承諾而作罷。貝魯西在加入《週六夜現場》前曾在《國家諷刺秀》工作，並時常在兩個節目中往返；這使他在週一至週三都在拍電影，後在週四至週六飛往紐約參加節目錄影。雷米斯起初讓自己飾演波恩，但其外貌被蘭迪斯嫌老而改為彼得·瑞格特；蘭迪斯雖然有意讓雷米斯在片中飾演一個小角色，但被對方拒絕。蘭迪斯會面了傑克·韋伯並讓他來飾演沃梅院長，金·露華飾演其妻子。據當時的報導，韋伯擔心這會影響自己在《警網》系列的鮮明形象而婉拒，但之後又有報導指出他覺得劇本並不有趣。蘭迪斯在《西部執法者》（1976年）中見到約翰·維儂後就決定由他來飾演沃梅。
貝魯西起初憑《動物屋》只獲得3.5萬美元，但在電影大受歡迎後又拿到了一筆獎金。如果他當初拒絕布托一角的話，蘭迪斯就會考慮讓歌手肉卷來演此角。與貝魯西一起合作的蘭迪斯讓他詮釋一名「幾乎沒有任何對白」的角色；他們認為布托是哈波·馬克思和餅乾怪獸的混合體。貝魯西表示，由於他的祖母只會說一點英語，所以他練出了不用說話就能與他人交流的能力。
貝魯西的定位是配角，環球則想要另一位影星在片中。蘭迪斯曾是《戰略大作戰》（1970年）的劇組成員，並與唐納·蘇德蘭成為朋友，有時還會照管他的兒子基佛。剛和蘇德蘭在《小銀幕大電影》中合作後，蘭迪斯要求這位1970年代最受歡迎的影星之一加入演出。在為期兩天的工作中，蘇德蘭拒絕了最初的2萬美元加上「點數」（總收入或淨收入的百分比抽成）報價。再為他提供一天2.5萬美元的工資或電影總收入的2%抽成。但該片缺乏信心的蘇德蘭還事先收了一筆保證金；雖然這使他成為了演員陣容中收入最高的成員（其次是各自獲得4萬美元的貝魯西、奈德邁爾的馬和一名男孩）。但未料，《動物屋》大受歡迎，使做出這項決定的蘇德蘭損失了約1400萬美元。但該影星的參與至關重要。蘭迪斯後來表示：「基本上是唐納·蘇德蘭才完成了這部電影的製作。」
德韋·傑西在片中使用了他在私生活中的名字——奧提斯·戴（Otis Day），並在完成電影後的1980年代從環球那買下了奧提斯·戴與騎士一名，並與他的一些家庭成員組成了該樂團的現實版本，於隨後幾年在美國巡迴演出。

### 地點

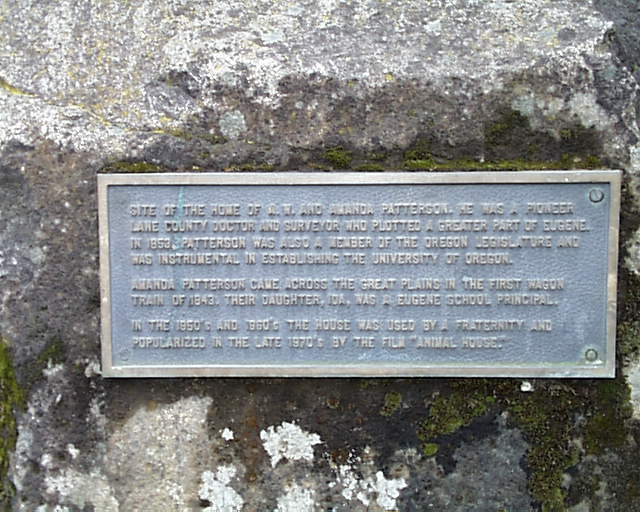
達泰兄弟會房子的紀念牌匾（攝於2007年）

電影製作的下一個問題是找到一所大學，以讓他們在校園中拍攝電影。他們將劇本提交給許多高校，但「沒人想要這部片」；蘭迪斯表示：「我找不到『外觀』，每個有『外觀』的地方都說『不，謝謝』。」密蘇里州哥倫比亞的密苏里大学原本同意他們在校園中拍片，但校長赫爾伯特·W·許林在看完劇本後撤回了拍片許可。
俄勒岡州尤金的俄勒岡大學校長威廉·貝蒂·博伊德曾於1966年在加利福尼亞大學柏克萊分校擔任高階行政人員，當時他的校園被選為電影《毕业生》（1967年）的取景地。在博伊德諮詢了其他高階行政同事之後，由於缺乏藝術價值而建議他將其拒絕，而使《毕业生》中柏克萊大學的校園場景是在南加州大学拍攝。《毕业生》之後成為了經典，當製片人詢問是某能在俄勒岡大學中拍攝時，博伊德決心不犯兩次相同的錯誤。與學生會領袖和兄弟會的幹事協商後，大學關係總監（Director of University Relations）告訴校長，該劇本雖然不修邊幅且多半庸俗，但卻是對大學生活的趣味惡搞。博伊德甚至允許將自己的辦公室當作沃梅主任的辦公室場景。
被選為當作達泰之家的房屋原是位於尤金的。1959年左右，它被Phi Sigma Kappa兄弟會的分會收購，並一直作為他們的分會場，直到1967年，由於該分會的會員人數少而關閉了該分會。房子被拍賣後，處於閒置且失修的狀態，如寬敞的門廊被拆除、草地鋪滿碎石。此外，當在此拍攝電影時，菲卡帕塞和Sigma Nu兄弟會的房子位於東第11大道700街區的的舊房子旁邊。房屋和房屋的內部用於許多室內場景，但每個房間都是在錄音棚中拍攝。的房子在1977年拍攝結束後仍處於閒置狀態，並於1986年被拆除。現址（44°02′53″N 123°04′52″W / 44.048°N 123.081°W）現由西北基督大學的教育與諮詢學校佔用。停車場入口西側的一塊巨石上擺放著一塊青銅色的牌匾，以紀念達泰之家的位置。凱薩琳·威爾森（Katherine Wilson）是《動物屋》的場地勘查員，她於2018年受訪時表示，地下室正是片中寬袍派對的拍攝地；如今，西北基督大學將其地下室上鎖。返校遊行場景是在科蒂奇格羅夫市中心約20英里（30公里）、連接著通過尤金的南5号州际公路俄勒冈州段的大街上拍攝。

### 拍攝
主要拍攝於1977年秋季開始進行，且蘭迪斯要求飾演達泰的演員們提早五天到場，以彼此培養感情。他們住在附近位於斯普林菲尔德的Rodeway Inn汽車旅館，還將一架舊鋼琴從大廳搬到了布魯斯·麥吉爾的房間，這是他們在一起交流的「派對中心」。詹姆士·威道斯回憶說：「就像大一新生一樣。彼此之間有了很多認識，且以我們的角色名稱互相稱呼。」這種策略也鼓勵飾演達泰的演員與飾演歐米茄的演員分開，從而在鏡頭上產生真實的敵意感。在拍攝期間，貝魯西和他的妻子茱蒂（Judy）在尤金南部租了一間房子，好讓他遠離酒精和毒品；當貝魯西通勤前往紐約市進行《週六夜現場》演出時，她仍留在俄勒岡州。
演員們被警告別與大學生混在一起；某晚，一些女孩還是邀請了其中幾個演員參加兄弟會派對，演員們答應邀請，但卻在派對上受到公開的敵意。這群人明顯不受到歡迎，正當他們離開時，威道斯朝一群喝醉的奧勒岡鴨美式足球隊隊員扔了杯啤酒，使一場宛如「電影場面」般的鬥爭一觸即發。提姆·麥特森、麥吉爾、彼得·瑞格特和威道斯險些逃脫；麥吉爾在過程中留下了青腫的眼眶，威道斯則掉了幾顆牙齒。隔日從紐約抵達此處的貝魯西曾說要向該兄弟會報復，但眾人被阻勸。
除了貝魯西挑起開打的大吼外，片中自助餐廳的食物大戰是一次性拍攝，演員們被鼓勵真實上演。此外，貝魯西在自助餐廳中即興創作了許多橋段，如將一堆食物堆放在托盤上，這獲得了蘭迪斯的賞識。秀逗（Flounder，史蒂芬·弗斯特飾演）在超市裡接東西的場景則是另一回事；弗斯特巧妙地蘭迪斯和麥特森扔給他的許多物品，使導演驚嘆不已。蘭迪斯在一天內將費時的法庭戲完成，讓他在與艾凡·瑞特曼的賭注中勝出。
在尤金拍攝的三十二天大多集中於11月完成。由於電影的預算太少，同一台攝影機平均每天得重複使用三十五次；此外，蘭迪斯沒有自己的拖車或辦公室，且連續三週無法觀看樣片。他的妻子黛博拉·納杜爾曼在當地的二手店購買了大多數服裝，她和貝魯西的妻子茱蒂還佈置了寬袍派對的場景。片中雖然有大量飲酒的橋段，但麥特森表示那些都是低醇啤酒和茶，且蘭迪斯嚴格禁止演員們在拍片期間吸毒、飲酒。此外，蘭迪斯與麥吉爾為了造訪片場的記者們演了一齣戲，導演假裝因演員在演戲時遇上困難而動怒。蘭迪斯還將一個龜裂的罐子砸在麥吉爾的頭上。他跌倒在地，假裝失去知覺。記者們完全上了當；當他要麥吉爾起來時，對方則賴著不動。

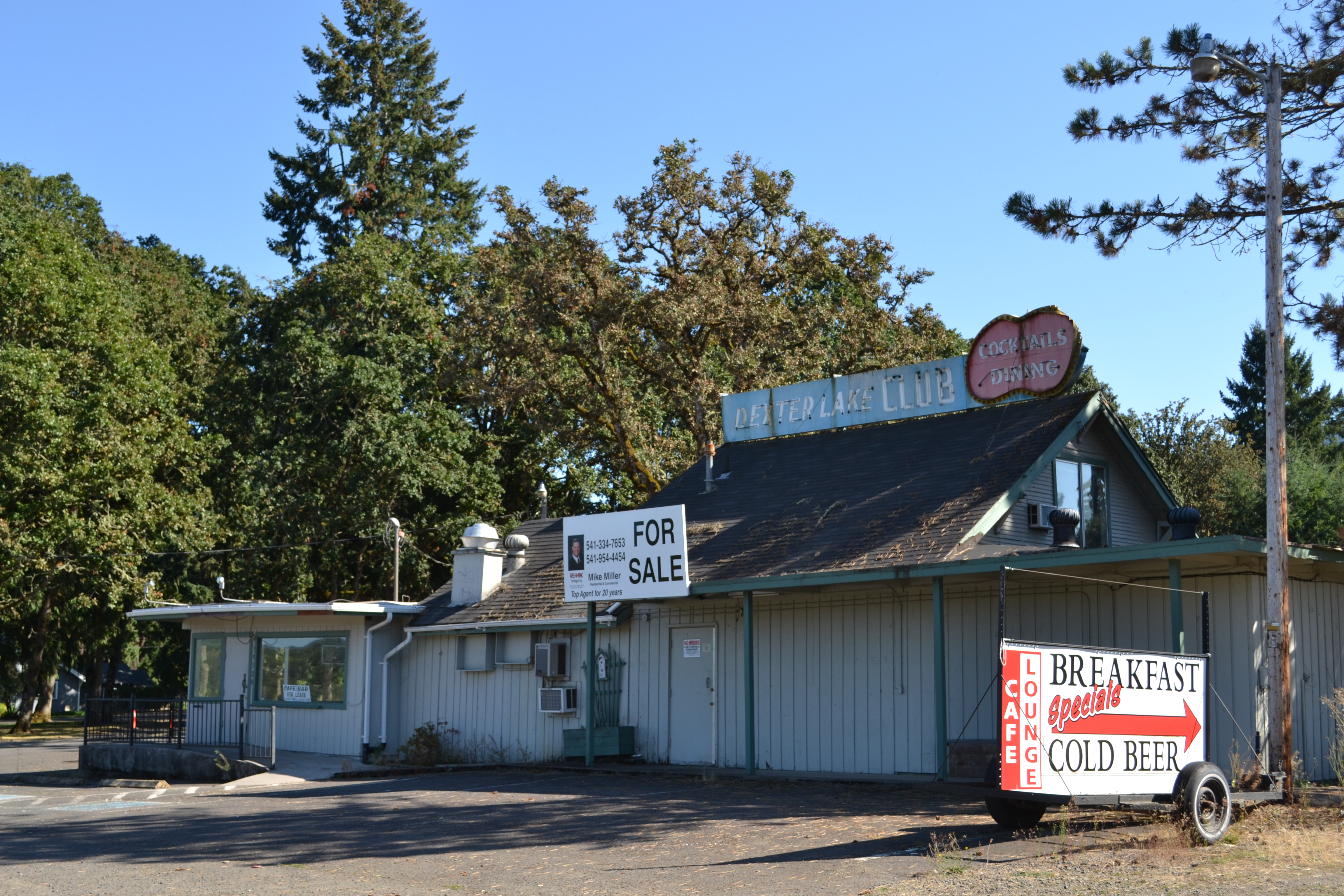
迪特湖俱樂部（攝於2011年）

由於尤金附近太荒涼，黑人臨時演員們不得不從波特蘭搭公車前往迪特湖俱樂部（43°54′50″N 122°48′41″W / 43.914°N 122.8115°W）。更嚴重的是，俱樂部一段的劇情驚動了環球高管內德·塔南和其他片商的主管，他認為這段涉及種族主義並提出警告：「如果你將這段留在片中，在美國的黑人會離席並走出戲院。」但該片段在知名黑人演員李察·普瑞爾的批准下得以保留在片中。
《動物屋》的原剪輯時長達175分鐘，而刪除時長超過一個小時；刪除的場景包括：
- 約翰·蘭迪斯在片中客串了一名自助餐廳洗碗工，他試圖阻止布托吃掉所有食物，兩人為此引起了爭執。
- 布恩和胡佛告訴斑馬，達泰過去傳奇成員們的故事。
- 奧圖與幾個女友在一起的兩個片段（其中一人為電影場勘凱薩琳·威爾森飾演）。
- 布托將芥末倒在自己身上並開始演唱〈我是芥末人〉（I am the Mustard Man）一片段的加長版。

## 音樂
《動物屋》的配樂由作曲家埃爾默·伯恩斯坦所創作，他在配樂中結合了摇滚和节奏布鲁斯；他在約翰·蘭迪斯還小時就是蘭迪斯家庭的朋友。蘭迪斯很認真地要他來為該片作曲，伯恩斯坦很容易地被說服，但被片商質疑他是否適合粗俗喜劇；蘭迪斯讓伯恩斯坦表達出對喜劇的重視來使片商放心。伯恩斯坦將约翰内斯·勃拉姆斯的《大學慶典序曲》改編成〈費博大學主題曲〉，並表示，該片為他的作曲生涯打開了一扇通往喜劇的門。
該原聲帶於1978年以黑膠唱片發行，後於1998年發行CD。在2000年代後期，由於〈費博大學主題曲〉（Faber College Theme）與波斯尼亚和黑塞哥维那国歌的相似之處而引起大眾的關注。
曲目列表
| 第一面 | 第一面                  | 第一面                                   | 第一面                               | 第一面 |
| 曲序   | 曲目                    | 词曲                                     | 演唱／演奏者                         | 时长   |
| ------ | ----------------------- | ---------------------------------------- | ------------------------------------ | ------ |
| 1.     | 費博大學主題曲          | 约翰内斯·勃拉姆斯，由埃爾默·伯恩斯坦改編 | 埃爾默·伯恩斯坦                      | 0:35   |
| 2.     | Louie Louie             | 理查·貝里                                | 約翰·貝魯西                          | 2:56   |
| 3.     | Twistin' the Night Away | 山姆·库克                                | 山姆·库克                            | 2:39   |
| 4.     | Tossin' and Turnin'     | 里奇·亞當斯、馬盧·雷恩（Malou Rene）               | 鮑比·路易斯                          | 2:49   |
| 5.     | 俠瑪拉瑪叮噹            | 馬克·戴維斯（Mark Davis）                          | 勞埃德·威廉姆斯（Lloyd Williams，奧提斯·戴與騎士） | 2:48   |
| 6.     | Hey Paula               | 雷蒙德·希爾德布蘭德（Raymound Hildebrand）                  | 保羅與寶拉                           | 2:47   |
| 7.     | Animal House            | 史蒂芬·畢夏普                            | 史蒂芬·畢夏普                        | 3:41   |

| 第二面 | 第二面                   | 第二面                                      | 第二面                             | 第二面 |
| 曲序   | 曲目                     | 词曲                                        | 演唱／演奏者                       | 时长   |
| ------ | ------------------------ | ------------------------------------------- | ---------------------------------- | ------ |
| 1.     | Intro（The Riddle Song） | 傳統                                        | 史蒂芬·畢夏普                      | 0:49   |
| 2.     | 金錢 (這是我想要的)      | 小貝里·戈迪、珍妮·布拉德福德                | 約翰·貝魯西                        | 2:31   |
| 3.     | Let's Dance              | 吉姆·李（Jim Lee）                                 | 克里斯·蒙特茲                      | 2:28   |
| 4.     | Dream Girl               | 史蒂芬·畢夏普                               | 史蒂芬·畢夏普                      | 4:34   |
| 5.     | (What a) Wonderful World | 山姆·库克、赫柏·亞伯特、盧·阿德勒           | 山姆·库克                          | 2:06   |
| 6.     | Shout                    | 羅納德·艾斯利、魯道夫·艾斯利、歐凱利·艾斯利 | 勞埃德·威廉姆斯（奧提斯·戴與騎士） | 5:04   |
| 7.     | 費博大學主題曲           | 埃爾默·伯恩斯坦                             | 埃爾默·伯恩斯坦                    | 1:16   |

片中的其他音樂還包括〈畸戀主題曲〉（馬克斯·史坦納作曲，波西·費斯和他的樂隊演奏）、〈Who's Sorry Now?〉（泰德·史奈德、伯特·卡爾馬和哈利·魯比作曲，康妮·法蘭西絲演唱）和〈華盛頓郵報進行曲〉（約翰·菲利普·蘇沙作曲）和〈Tammy〉（傑·利文斯頓和雷·伊凡作曲）。

## 發行
《動物屋》由環球影業定於1978年7月28日美國上映。當瑞特曼向美國各個地區的主管和銷售經理展示了在兩天內剪成的10分鐘電影製作片段後，加劇了片商對該片的熱情。片商將二十份副本分發給了參與的廠商並獲得正面的反響。《動物屋》在正式上映的四個月前於丹佛先行試映；在獲得觀眾的喜愛後，製片人意識到該片將會成功。《動物屋》上映時，蘭迪斯、威道斯和凱倫·艾倫在全美進行巡迴宣傳活動。環球影業花費了約450萬美元在選定的大學校園宣傳該片，促進學生號召自己的寬袍派對。馬里蘭大學學院市分校舉辦的寬袍派對吸引了大約2000人參加，而威斯康星大学麦迪逊分校則吸引了1萬人，創下了《金氏世界紀錄》。由於該片的影響，該派對在1978年和1979年期間成為大學校園中頗受歡迎的活動。

## 反響

### 評價
上映期間，《動物屋》在影評界獲得的評價褒貶不一，但其魅力很快地被發覺，此後它被公認為1978年年度佳片之一。該片在匯總媒體網站爛番茄上根據50篇評論而持有90%的新鮮度，平均得分7.68／10；該網站共識：「導演約翰·蘭迪斯的才華和《週六夜現場》不受控的約翰·貝魯西共謀創造了一個暴躁、持續引起共鳴的顛覆性大學喜劇。」而在Metacritic上根據13篇評論則獲得了79分，代表著「普遍正面的評價」。
《芝加哥太陽報》的羅傑·伊伯特給予該片四顆星的滿分評價，並在評論中寫道：「它毫無顧忌、凌亂且充滿能量，它打動了我們，電影部分的影響力來自其狂躁的能量...但電影做的（和表演）比我們原本想得更好。創造這種滑稽水準需要技巧，且片中充滿對幽默角色的塑造並以感覺來演出，比他們必備的更引人入勝。」伊伯特還將《動物屋》放進了他的1978年十佳影片中，這是唯一一部獲得該榮譽的《國家諷刺》電影。《時代雜誌》的法蘭克·瑞奇（Frank Rich）在評論中表示：「它完美表達了60年代後期的恐懼和厭惡；《動物屋》在最差的情況下顯得十分愚蠢，有趣的高點很容易彌補薄弱的低點。」該雜誌還將《動物屋》納為年度最佳電影。
《華盛頓郵報》的蓋瑞·阿諾（Gary Arnold）給了該片正面的評價，他在評論中寫道：「貝魯西還為了操弄觀眾而做出了一連串陰謀詭計的表情...他似乎能在靜止時表現出無法抵抗的有趣，或神來一筆地投入於次要的鬧劇機會。」《新聞週刊》的大衛·安森認為：「但若《動物屋》缺乏《國家諷刺高中年鑑模仿》無味的啟發，這仍是一個高等的低俗幽默。」《環球郵報》的羅伯特·馬丁（Robert Martin）在評論中表示：「它是如此粗俗且乏味，你感覺你該感到噁心，但很難被如此有趣的東西所冒犯。」相反地，《芝加哥讀者》的戴夫·克爾給了該片負評，他表示：「雖然低俗喜劇無疑夠勁，但電影的貪婪品味和瑣碎卑劣相當落伍。」
《動物屋》在美國精彩電視台排名的100部最有趣的電影中名列第一。該片於2004年被《紐約時報》選入「史上最佳1000部電影」行列，而《帝國雜誌》則在「任何時刻500部最偉大的電影」中將其名列第279位。

### 票房
在首映週末，《動物屋》先在12間戲院中上映，票房收入27萬美元，之後又將放映戲院增加至500間。該片在北美的總收入為1.201億美元，並在全球收穫1.41億美元的票房佳績。這在當時成為史上票房最高的喜劇片，直到被《魔鬼剋星》（1984年，同由雷米斯編劇，瑞特曼執導）超越，成為1970年代票房收入第七高的電影（不含家庭媒體）。2000年代初，經通貨膨脹調整後，《動物屋》是北美地區票房的第68高的電影。

### 獎項
2000年，美國電影學院（AFI）將《動物屋》列入百年百大喜劇電影名單中的第36位。然後於2005年，將約翰·「布托」·布魯塔斯基的名言「寬袍！寬袍！（Toga! Toga!）」列入百年百大电影台词名單中的第82位；而另外提名的名言還包括「結束？你說『結束』？我們說結束才能結束！德國轟炸珍珠港，結束了嗎？才沒有！」與「又肥、又醉加上笨，孩子，不能一輩子這樣下去（Fat, drunk, and stupid is no way to go through life, son）」。
| 獎項和提名           | 獎項和提名         | 獎項和提名                              | 獎項和提名 | 獎項和提名 | 獎項和提名 |
| 獎項                 | 類別               | 得獎者或提名者                          | 結果       | 參考       |            |
| -------------------- | ------------------ | --------------------------------------- | ---------- | ---------- | ---------- |
| 第5屆全美民選獎      | 最受歡迎非音樂電影 | 《動物屋》                              | 獲獎       | [ 68 ]     |            |
| 第31屆美國編劇工會獎 | 最佳喜劇片劇本創作 | 哈洛·雷米斯、道格拉斯·肯尼和克里斯·米勒 | 提名       | [ 69 ]     |            |

## 家庭媒體
《動物屋》於1979年發行影碟，並於1980、1983、1988和1990年推出VHS。1992年，該片隨《福祿雙霸天》（1980年）共同推出VHS組合包。1998年2月，該片首次以全螢幕顯示的DVD格式發行，且於同年下旬發行了20週年寬螢幕珍藏版DVD、THX特別版VHS和寬螢幕簽名收藏版雷射影碟，同時也發行了一部名為《年鑑－動物屋大團圓》（The Yearbook — An Animal House Reunion）的45分鐘紀錄片。該紀錄片由J·M·肯尼（J.M. Kenny）製作，內容包括包括製作筆記、院線預告片，以及對導演蘭迪斯、編劇雷米斯和米勒、作曲家伯恩斯坦、演員麥特森、艾倫、弗斯特、維儂、布魯姆、麥吉爾、威道斯、瑞格特、麥特卡爾夫和貝肯等演員的新訪談。2000年，珍藏版DVD與《福祿雙霸天》、《一九四一》（1979年）共同以約翰·貝魯西三合一合輯的名義發行。在2003年發行的「雙重秘密緩刑版（Double Secret Probation Edition）」DVD中，演員們在一支名為《他們現在在哪裡：達泰校友更新》（Where Are They Now?: A Delta Alumni Update）的仿紀錄片中重新詮釋了各自的角色，並上演了這些角色在電影結局的後續發展；與電影版結局不同的是，貝魯西的角色布托在成為參議員後進一步當上了美國總統。該DVD還包括幕後花絮《你知道嗎？環球動畫軼事》（Did You Know That? Universal Animated Anecdotes），當中收錄了珍藏版紀錄片的製作、MxPx演唱的MV、院線預告片、製作筆記，以及演員和電影製作的傳記。
2006年8月，該片以HD DVD／DVD組合碟的形式發行，前者是1080p高畫質格式，而後者則是標準畫質。此外，《動物屋》和《鬥犬》（2005年）是環球首批發行的HD DVD／DVD組合碟之一，但因高解析度光碟格式之戰而使HD DVD停產，環球從2008年起決定改用藍光光碟（BD）格式。《動物屋》於2011年7月26日推出BD。

## 衍生作
《動物屋》的成功讓環球電視公司推出了一部電視情景喜劇《達泰之家》，1979年1月18日至4月21日在ABC播出。約翰·維儂回歸飾演長期忍受達泰兄弟會惡整的維儂·沃梅主任，其他回歸的演員還包括飾演秀逗的史蒂芬·弗斯特、飾演D日的布魯斯·麥吉爾、飾演胡佛的威道斯。試播集由電影的編劇肯尼、米勒和雷米斯編寫。該劇還增添了新演員——飾演重磅炸彈（The Bombshell，新角色）的蜜雪兒·菲佛和取代提姆·麥特森飾演奧圖的彼得·福克斯（Peter Fox），而喬許·莫斯特爾則飾演轉校生兼布托的弟弟吉姆·「布洛托」·布魯塔斯基（Jim "Blotto" Blutarsky）；約翰·貝魯西的弟弟吉姆原本被找來飾演布托一角，但被對方婉拒。《動物屋》還激發了另一部電視情景喜劇《Co-Ed Fever》的靈感，但未有電影的製片人和演員參與。該劇的故事背景設定於女子學校——巴克斯特大學（Baxter College）；但於1979年2月4日播出一集後就被取消。NBC還推出了以《動物屋》為靈感的情景喜劇《兄弟姐妹》，就和《達泰之家》一樣在播出的三個月後宣布取消。
該片的編劇曾計劃推出一部1967年背景（即愛之夏）的電影續集，內容描述達泰的成員們為了斑馬在舊金山海特-艾許伯里舉行的婚禮而團聚；達泰中唯一成為嬉皮士的人是秀逗，他現在被稱為雙魚（Pisces）。後來，克里斯·米勒和另一位《國家諷刺》的作家約翰·魏德曼為電影劇本寫了一篇綱要，但環球因《美國風情畫續集》（1979年，片中含有1967年嬉皮士的要素）的失利而將其拒絕。約翰·貝魯西過世後，這個想法被無限期擱置。
1982年，製片人馬蒂·西蒙斯也參與了劇本的編寫，試圖再次製作續集；該劇本達127頁，描述《動物屋》故事的五年後，一些達泰的成員們重返費博大學，並對他們深愛的兄弟會之變化而感到震驚。該項目於1982年5月6日完成劇本初稿後就未再有下文。
2012年，環球影業舞台製作公司（Universal Pictures Stage Productions）宣布將推出《動物屋》的音樂劇版本，由裸体淑女乐队創作原創曲目，劇場總監兼東尼獎得主凱西·尼克羅執導，麥可·米特尼克作詞。2013年7月，大衛·亞查貝克取代了裸体淑女乐队來為該戲劇作曲。

## 先驅及後世影響
雖然製作成本有限，但《動物屋》取得了極大的成功，且與《小銀幕大電影》（同由蘭迪斯執導）共同成為定義噁爛電影的代表作，使其類型成為好萊塢的主流題材。在經過時間的推移後，《動物屋》由於受到廣大粉絲推崇而已獲得了邪典電影的地位。該片同時也激發了其他喜劇片的誕生，如《留校查看》（1981年）、《金牌警校軍》系列、《美国派》系列（由《國家諷刺》的競爭對手《瘋狂雜誌》所製作）、《重返校園》（2003年）等。電影上映後，貝魯西、麥特森、貝肯和艾倫的職業生涯逐步成長，瑞特曼、蘭迪斯和雷米斯也成為了成功的電影人；蘭迪斯使用有特色的演員和配樂來使喜劇變得更具說服力的作法則成為了電影在業界開始流行起來。電影上映後，貝魯西、麥特森、貝肯和艾倫的職業生涯逐步成長，瑞特曼、蘭迪斯和雷米斯也成為了成功的電影人；蘭迪斯使用有特色的演員和配樂來使喜劇變得更具說服力的作法則成為了日後喜劇片製作的標竿。該片也促使艾倫和瑞格特在戲外成為長期的好友。
在左派和反文化方面，該片提到了美國當年的政治時事動態，如副總統哈瑞·S·杜魯門決定向廣島和長崎投下原子彈、總統理查德·尼克松、越南戰爭和民權運動。片中的反文化顛覆性幽默的前身是兩部非「大學電影」，分別是1970年的諷刺黑色喜劇《風流軍醫俏護士》和《小銀幕大電影》。
2001年，該片被美國國會圖書館因其「重要文化、歷史和美學價值」而與另外二十四部電影被保存於國家影片登記表中。2006年，米勒在《真實的動物屋：兄弟會啟發電影的令人敬畏之墮落傳奇》（The Real Animal House: The Awesomely Depraved Saga of the Fraternity That Inspired the Movie）一書中寫下了關於他在阿爾法達泰更詳盡的回憶錄，他在當中表示，片中的惡作劇行徑過於妨礙風化。
《PopMatters》的詹姆斯·A·寇司比（James A. Cosby）指出，由於《動物屋》對大眾的廣泛影響，使得大學生試圖在現實生活中效仿達泰之家的滑稽舉止，導致「美國大學生每學期的GPA平均下降了0.18分」。

## 備註
1. ↑  在同由約翰·蘭迪斯執導的《陰陽魔界》（1983年）中，幾個士兵曾提及他們對殺害奈德邁爾中尉的遺憾[9]。
2. ↑  賴瑞·克羅格的「斑馬」是編劇克里斯·米勒在達特茅斯兄弟會中的暱稱[12]。
3. ↑  片中的一個知名場景是貝魯西一口氣喝完一瓶傑克丹尼，但瓶內實際裝的是冰茶而非真正的酒[18]。

## 外部連結
- 互联网电影数据库（IMDb）上《動物屋》的资料（英文）
- AllMovie上《動物屋》的资料（英文）
- 豆瓣电影上《動物屋》的資料 （简体中文）
- Box Office Mojo上《動物屋》的資料（英文）
- 爛番茄上《動物屋》的資料（英文）
- Metacritic上《動物屋》的資料（英文）
- Patterson, Joanna. . The Dartmouth (Dartmouth College). 2006-11-09  [2020-07-26]. （原始内容存档于2008-01-07）.